# Beatrycze Nowicka
Beatrycze Nowicka – polska biolożka, pisarka, publicystka, tłumaczka, dr hab. związana z Uniwersytetem Jagiellońskim w Krakowie. Od 2013 r. adiunkt w Zakładzie Fizjologii i Biochemii Roślin na Wydziale Biochemii, Biofizyki i Biotechnologii Uniwersytetu Jagiellońskiego.
W 2007 na UJ uzyskała tytuł magistra, w 2012 doktora w dziedzinie biochemii, a w 2021 ukończyła tam habilitację w dziedzinie nauk ścisłych i przyrodniczych (ze specjalizacją w naukach biologicznych). Jej badania dotyczą tematów fotosyntezy i stres oksydacyjny.
Poza działalnością naukową, Nowicka jest także publicystką i pisarką w gatunku fantastyki. Jej publicystyka ukazuje się głównie w fanzinie Esensja. Jej opowiadania ukazały się m.in. w antologii Wiedźmin. Szpony i kły i w czasopiśmie "Nowa Fantastyka".

## Wybrana twórczość
Większość twórczości Nowickiej dostępna jest na jej oficjalnej stronie internetowej.
- „Krew na śniegu. Apokryf Koral” (antologia Wiedźmin. Szpony i kły, 2017)[2]
- „Nożem i widelcem” (online, "Nowa Fantastyka", 2019)[4]